# Louis Destarac
Louis Ernest Destarac, né le 1er septembre 1902 à Tarbes (dont une rue porte son nom) et mort dans cette même ville le 17 septembre 1984, est un joueur français de rugby à XV de 1,75 m pour 80 kg, ayant occupé le poste d'arrière en sélection nationale, au Stadoceste tarbais, puis à l'US Quillan, avant de revenir à Tarbes où il fabrique des chapeaux. 

## Palmarès
En sélection
- 9 sélections en équipe de France, de 1926 à 1927 (participation à 2 Tournois des Cinq Nations, puis 2 rencontres face à l'Allemagne en 1927)
- 1er vainqueur de l'Angleterre en 1927 dans le tournoi

Avec Quillan
- Championnat de France de première division :
  - Champion (1) : 1929 avec (mais il ne put participer à la finale)
  - Vice-champion (2) : en 1928 et 1930